# إلبيردغ تي جيري سينيور
إلبيردغ تي جيري سينيور (بالإنجليزية: Elbridge T. Gerry, Sr.)‏ هو لاعب البولو أمريكي، ولد في 22 نوفمبر 1909 في نيويورك في الولايات المتحدة، وتوفي في 26 فبراير 1999 في دلهي في الولايات المتحدة.